# Tocob Leglemal
Tocob Leglemal es una localidad del estado mexicano de Chiapas. Es parte del municipio de Tila.

## Demografía
| Gráfica de evolución demográfica |
|                                  |

| Censo | Población |
| ----- | --------- |
| 1900  | 154       |
| 1910  | 155       |
| 1921  | 123       |
| 1930  | 320       |
| 1940  | 341       |
| 1950  | 491       |
| 1960  | 527       |
| 1970  | 825       |
| 1980  | 1 245     |
| 1990  | 1 440     |
| 2000  | 1 694     |
| 2010  | 2 067     |
| 2020  | 2 388     |